# Partito Colorado (Uruguay)
Il Partito Colorado (in spagnolo Partido Colorado), è un partito politico dell'Uruguay di tendenza liberale fondato nel 1836.

## Storia
È lo storico partito di governo del Paese e nel corso del Novecento ha alternato posizioni politiche che vanno dalla destra al centrosinistra. Nei suoi primi anni di vita, con percentuali di consenso oltre l'80%, è stato un esempio di partito pigliatutto.
A partire dalle elezioni del 2004 il partito ha subito una fortissima crisi di consensi scivolando al 10% dei consensi e al terzo posto dopo il partito di sinistra democratica Fronte Ampio (al governo) e il Partido Blanco che guida l'opposizione.